# Steinburg (Stormarn)
Steinburg település Németországban, Schleswig-Holstein tartományban. Lakosainak száma 2787 fő (2023. december 31.).

## Népesség
A település népességének változása:
| Lakosok száma | 2749 | 2743 | 2797 | 2795 | 2787 |
|               | 2017 | 2019 | 2021 | 2022 | 2023 |